# Юнкеров, Николай Иванович

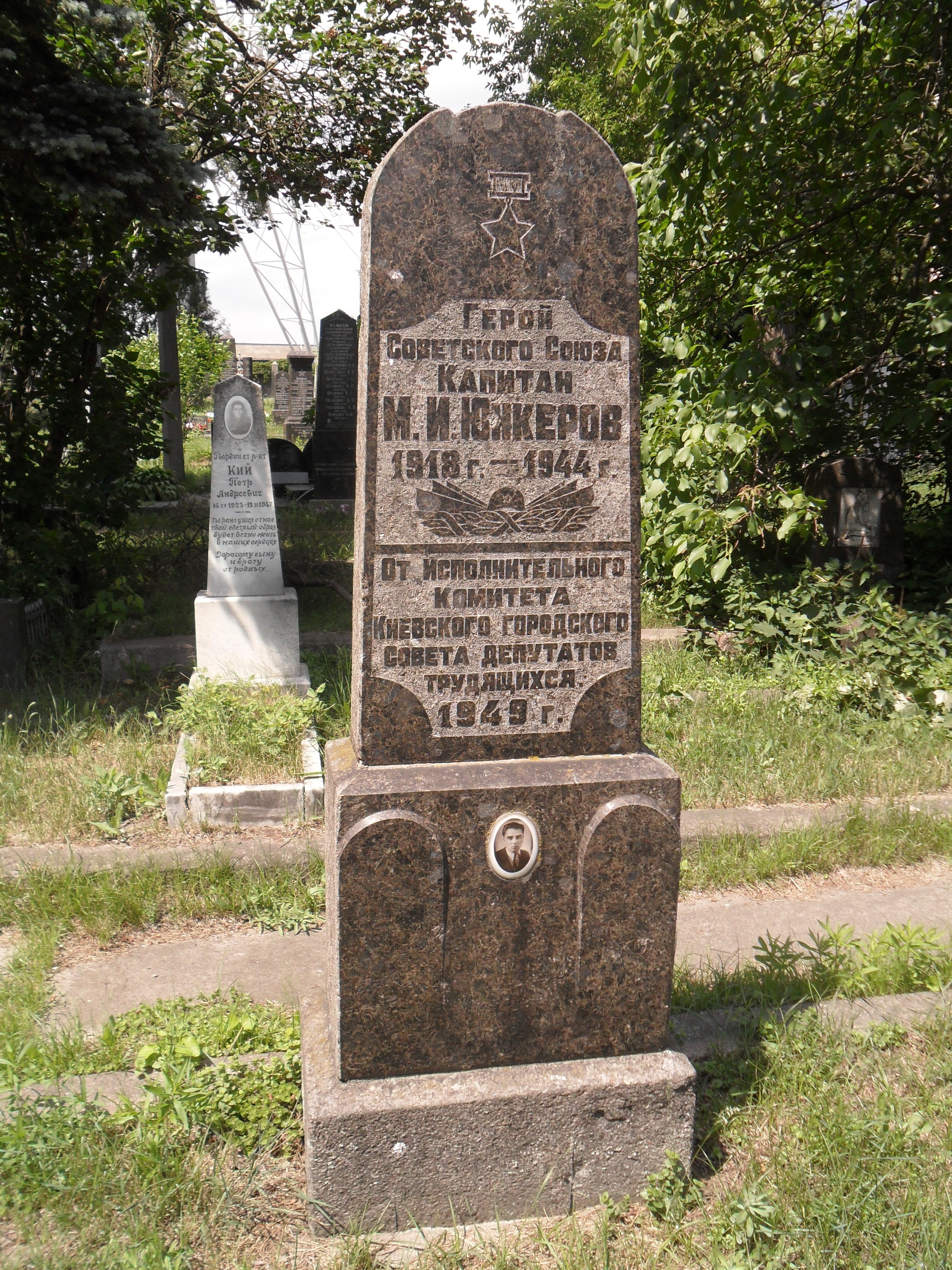
Могила Юнкерова на Лукьяновском военном кладбище Киева

Никола́й Ива́нович Ю́нкеров (4 ноября 1918 — 3 ноября 1943) — участник Великой Отечественной войны, командир батальона 465-го стрелкового полка 167-й стрелковой дивизии 38-й армии 1-го Украинского фронта, Герой Советского Союза, капитан.

## Биография
Родился 4 ноября 1918 года в деревне Хонино в крестьянской семье. Русский. Жил в Латвии. Окончил шесть классов. Работал кузнецом. Принимал активное участие в работе нелегальной коммунистической организации. Член ВКП(б)/КПСС с 1936 года.
В 1940 году призван в ряды Красной Армии. В боях Великой Отечественной войны с июня 1941 года. Окончил Рижское военное пехотное училище. В декабре 1941 года лейтенант был назначен командиром взвода 465-го стрелкового полка, в составе которого он принимал участие в боях под Воронежем и Касторной, в Курской битве и при форсировании Днепра.
Будучи командиром батальона 465-го стрелкового полка в звании капитана отличился в боях на Лютежском плацдарме. 30 сентября 1943 года его батальон, форсировав Днепр в районе села Вышгород Киевской области, захватил плацдарм и стойко удерживал его. В боях за Киев батальон под его командованием, ломая сопротивление противника, решительно продвигался вперёд. Противник, перегруппировав силы, подбросил резервы и готовился нанести контрудар с фланга по наступающему батальону. Упредив противника, лично повёл батальон в атаку и овладел пригородом Киева, обеспечил дальнейшее продвижение наших наступающих подразделений, выполнил в срок поставленную задачу. Его батальон в тот день уничтожил до двух рот пехоты противника, захватил две исправных пушки, девять пулемётов, двадцать миномётов.
3 ноября 1943 года погиб в бою за Пущу-Водицу. Был похоронен на 5-й линии Пущи-Водицы; в 1949 году прах перенесён на Лукьяновское кладбище.
Представлен к награждению званием Героя Советского Союза за мужество и героизм, проявленные при форсировании Днепра и освобождении Киева. Указом Президиума Верховного Совета СССР «О присвоении звания Героя Советского Союза генералам, офицерскому, сержантскому и рядовому составу Красной Армии» от 10 января 1944 года за «образцовое выполнение боевых заданий командования на фронте борьбы с немецко-фашистскими захватчиками и проявленные при этом отвагу и геройство» удостоен посмертно звания Героя Советского Союза.

## Награды
- Медаль «Золотая Звезда» Героя Советского Союза;
- орден Ленина;
- орден Кутузова III степени;
- орден Отечественной войны I степени.

## Память
- Его имя носит улица курортного посёлка Пуща-Водица (с 3.11.1984)[2].
- В сквере Юнкерова (Пыталово, ул. Пушкинская) установлен обелиск с барельефным портретом Н. И. Юнкерова[4].